# فرودگاه شهرستان ماونت استرلینگ-مونتگومری
فرودگاه شهرستان ماونت استرلینگ-مونتگومری (به انگلیسی: Mount Sterling-Montgomery County Airport) یک فرودگاه همگانی بهره‌برداری هوایی است که یک باند فرود آسفالت دارد و طول باند آن ۱۵۲۵ متر است. این فرودگاه در کشور ایالات متحده آمریکا قرار دارد و در ارتفاع ۳۱۱ متری از سطح دریا واقع شده‌است.